# Jan Iłowski
Jan Iłowski herbu Prawdzic – cześnik wiski. Ojciec Feliksa Iłowskiego.
Poseł na sejm koronacyjny 1587/1588 roku z województwa mazowieckiego.